# Angie Petty
Angie Petty (ur. 16 sierpnia 1991 w Christchurch) – nowozelandzka lekkoatletka, specjalizująca się w biegach średnich, olimpijka.
W 2008 i 2010 dotarła do półfinałów biegu na 800 metrów podczas mistrzostw świata juniorów. W 2013 zajęła 4. miejsce w biegu na 800 metrów oraz była piąta na dystansie 1500 metrów w trakcie trwania uniwersjady w Kazaniu. Bez powodzenia startowała na mistrzostwach świata w Moskwie (2013). Piąta zawodniczka igrzysk Wspólnoty Narodów (2014). W 2015 sięgnęła po złoty medal w biegu na 800 metrów podczas uniwersjady w Gwangju. Uczestniczka igrzysk olimpijskich w Rio de Janeiro (2016), w których odpadł po eliminacjach.
Wielokrotna złota medalistka mistrzostw Nowej Zelandii.

## Osiągnięcia
| Rok  | Impreza                     | Miejsce        | Konkurencja    | Lokata     | Wynik   |
| ---- | --------------------------- | -------------- | -------------- | ---------- | ------- |
| 2008 | Mistrzostwa świata juniorów | Bydgoszcz      | bieg na 800 m  | półfinał   | 2:08,73 |
| 2010 | Mistrzostwa świata juniorów | Moncton        | bieg na 800 m  | półfinał   | 2:05,51 |
| 2013 | Uniwersjada                 | Kazań          | bieg na 800 m  | 4. miejsce | 2:00,03 |
| 2013 | Uniwersjada                 | Kazań          | bieg na 1500 m | 5. miejsce | 4:11,72 |
| 2013 | Mistrzostwa świata          | Moskwa         | bieg na 800 m  | eliminacje | 2:00,60 |
| 2014 | Igrzyska Wspólnoty Narodów  | Glasgow        | bieg na 800 m  | 5. miejsce | 2:01,94 |
| 2014 | Puchar interkontynentalny   | Marrakesz      | bieg na 800 m  | 7. miejsce | 2:02,37 |
| 2015 | Uniwersjada                 | Gwangju        | bieg na 800 m  | 1. miejsce | 1:59,06 |
| 2015 | Mistrzostwa świata          | Pekin          | bieg na 800 m  | półfinał   | 1:59,53 |
| 2016 | Igrzyska olimpijskie        | Rio de Janeiro | bieg na 800 m  | eliminacje | 2:02,40 |
| 2017 | Mistrzostwa świata          | Londyn         | bieg na 800 m  | eliminacje | 2:01,76 |
| 2018 | Puchar interkontynentalny   | Ostrawa        | bieg na 800 m  | 5. miejsce | 2:01,26 |

## Rekordy życiowe
- Bieg na 800 metrów – 1:59,06 (10 lipca 2015, Gwangju)
- Bieg na 1500 metrów – 4:07,83 (29 czerwca 2016, Turku)